# Kirovsk
För andra betydelser, se Kirovsk (olika betydelser).

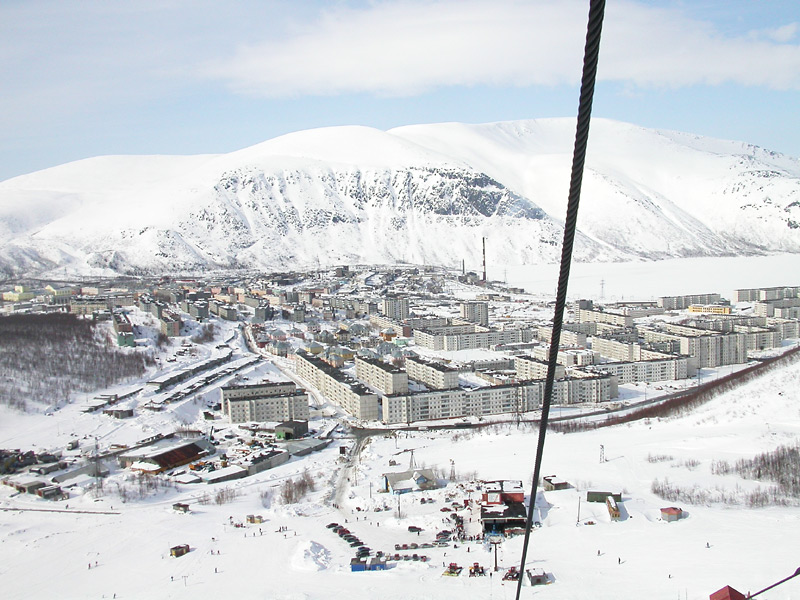
Vintervy över Kirovsk.

Kirovsk (ryska Ки́ровск) är en rysk stad och skidort i Murmansk oblast på Kolahalvön. Staden hade 27 250 invånare i början av 2015, med totalt 29 458 invånare inklusive områden utanför själva staden men under dess administration.
Kirovsk grundades 1929, och angavs redan 1939 ha vuxit till 139.000 innevånare. Staden anlades i samband med att apatit- och nefelinförekomsterna i Umptekmassivet i närheten började brytas.

## Kommunikationer
Från Murmansk går det ett tåg till Kirovsk som tar fyra timmar. Från Sankt Petersburg kan man antingen flyga eller åka tåg till den närbelägna orten Apatity. Det går även en bilväg från Finland till staden. 